# Daniel Sobralense
Daniel Lopes Silva, mer känd som Daniel Sobralense, född 10 februari 1983 i Sobral, är en brasiliansk fotbollsspelare (mittfältare) som sedan 2015 spelar för Fortaleza EC.

## Spelstil
Sobralenses styrkor är hans snabba, kvicka rörelser med bollen under kontroll; detta kombinerat med en bra blick för spelet vilket ofta ger honom en framspelares roll.[källa behövs]

## Artistnamn
Namnet "Sobralense" har Daniel tagit från födelsestaden Sobral, betydande just det: "Daniel från Sobral".

## Meriter
Kalmar FF
- Svensk mästare 2008
- Supercupen 2009